# Регіональна держава

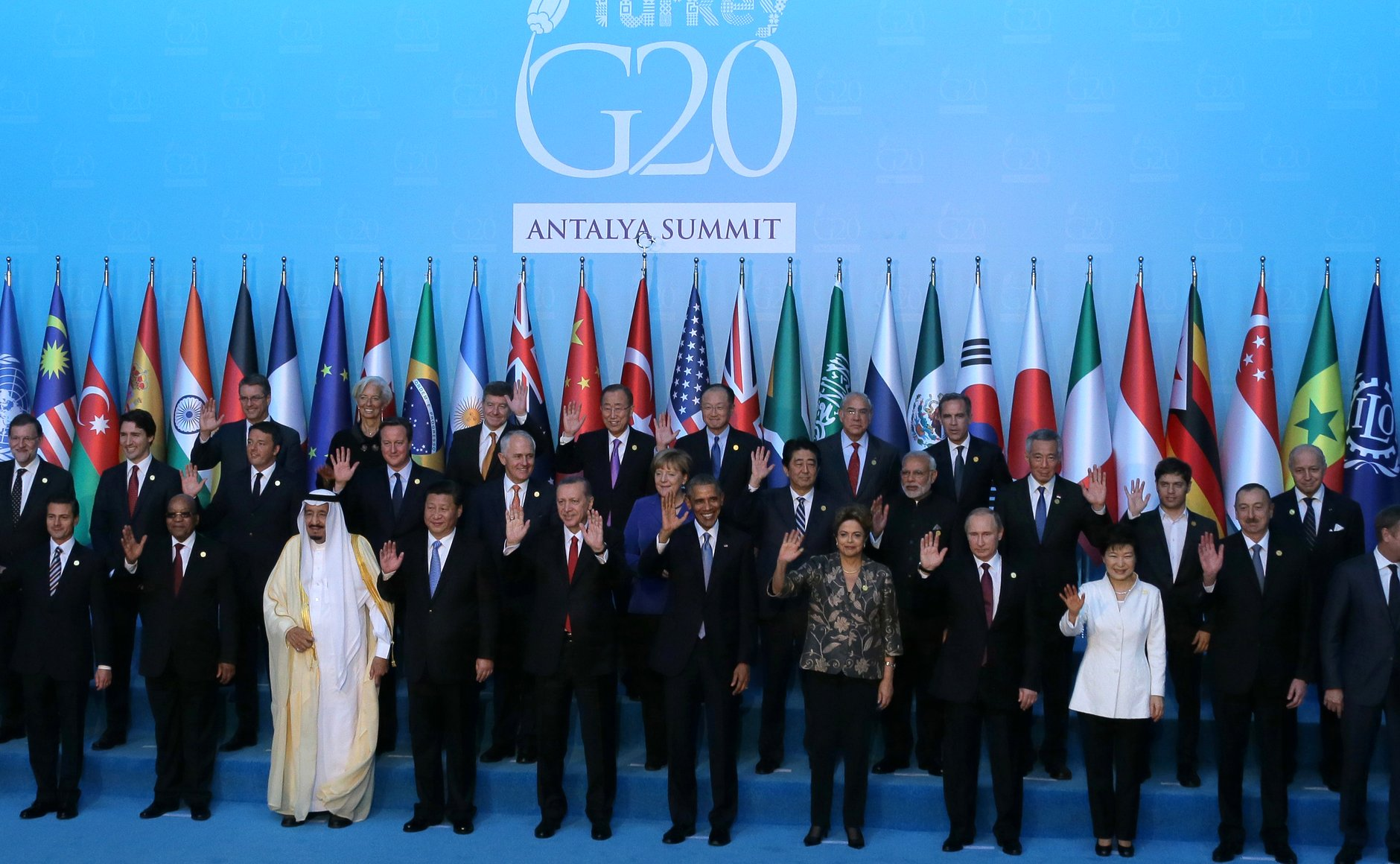
Керівники більшості держав - регіональних потуг на Саміті G-20 в Антальї (2015)

У міжнародних відносинах починаючи з кінця 20-го століття,  регіона́льна поту́га  — термін, який позначає державу, яка має значний вплив у певному географічному регіоні. Якщо такий вплив суттєво переважає вплив інших держав у регіоні, то може йтися про регіональну гегемонію. Термін не має юридичного закріплення.

## Характеристики
Регіональні потуги визначають полярність у певному регіоні. Здебільшого такі держави спроможні серйозно впливати на політичні та економічні процеси у власному регіоні, проте не мають такої здатності у глобальному масштабі.   
Прикладом регіональних потуг є Індонезія для Південно-Східної Азії чи Бразилія для Латинської Америки. 